# Anisembiidae
Anisembiidae es una familia de insectos en el orden Embioptera.  La familia se encuentra dividida en varias subfamilias. Es la familia más grande de Embioptera.
Sus subfamilias son:
- Anisembiinae
- Aporembiinae
- Chelicercinae
- Chorisembiinae
- Cryptembiinae
- Platyembiinae
- Scolembiinae

Esta familia incluye los siguientes géneros:
- Anisembia Krauss, 1911
- Aporembia Ross, 2003
- Brasilembia Ross, 2003
- Bulbocerca Ross, 1940
- Chelicerca Ross, 1940
- Chorisembia Ross, 2003
- Cryptembia Ross, 2003
- Dactylocerca Ross, 1940
- Ectyphocerca Ross, 2003
- Exochosembia Ross, 2003
- Glyphembia Ross, 2003
- Isosembia Ross, 2003
- Mesembia Ross, 1940
- Microembia Ross, 1944
- Oncosembia Ross, 2003
- Pelorembia Ross, 1984
- Phallosembia Ross, 2003
- Platyembia Ross, 2003
- Pogonembia Ross, 2003
- Saussurembia Davis, 1940
- Schizembia Ross, 1944
- Scolembia Ross, 2003
- † Poinarembia Ross, 2003
- † Stenembia Ross, 1972